# 물망초 (노래)
〈물망초〉는 이용이 1990년 발표한 가요이다.